# 鄭在喜
鄭在喜（韓語：정재희，1978年4月6日—），是韓國女子羽球退役運動員，隸屬於三星電機。她參加了1996年和2000年的夏季奧運會。她與羅景民搭檔贏得1999年全英羽球公開賽的冠軍。她與羅在2002年的女子雙打世界排名中名列第一。